# Seïd Khiter
Seïd Khiter (Roubaix, Francia, 19 de enero de 1985), es un exfutbolista francés, de origen argelino. Jugaba de delantero y su último equipo fue el SVD Kortemark de Bélgica. 

## Selección nacional
Ha sido internacional con la Selección de fútbol de Francia Sub-17.

## Clubes
| Club                     | País    | Año       |
| ------------------------ | ------- | --------- |
| RC Lens                  | Francia | 2002-2006 |
| AC Ajaccio               | Francia | 2006-2007 |
| RC Lens                  | Francia | 2007-2008 |
| LB Châteauroux           | Francia | 2008      |
| Valenciennes FC          | Francia | 2008      |
| Vannes OC                | Francia | 2009      |
| RC Strasburgo            | Francia | 2009-2010 |
| Stade Laval              | Francia | 2010-2011 |
| Royal Excel Mouscron     | Bélgica | 2012-2014 |
| Royal Antwerp            | Bélgica | 2014-2015 |
| KV Woluwe-Zaventem       | Bélgica | 2016      |
| Sint-Eloois-Winkel Sport | Bélgica | 2016-2018 |
| FC Gullegem              | Bélgica | 2018-2019 |
| SVD Kortemark            | Bélgica | 2019-2021 |